# 浙江大学机械工程学院
浙江大学机械工程学院是浙江大学的一个学院，现属于工学部。

## 历史
浙大机械工程学院发源于1920年代至1930年代，是中国最早培养机械类专业人才的少数学校之一。1928年设立国立浙江大学机械科，1932年正式改称浙江大学机械工程学系。2014年7月正式升格为浙江大学机械工程学院。培养的著名科学家包括中国科学院院长路甬祥。该学院是中国首批机械工程一级学科博士点单位、首批机械工程博士后流动站单位、首批机械工程国家重点学科单位。

## 现状
机械工程学院有118名教师，其中有95名博士学位获得者、40名博导。包括2名两院院士，4名国家杰出青年基金获得者，1名教育部长江特聘教授。
机械工程学科研究的领域主要有电液比例控制技术、电子气动控制技术、广义优化技术、大批量定制技术，航空件特殊加工技术，做了许多开拓性、创新性、前沿性研究，总体上处于国内领先水平。近三年获得多项国家科技进步奖二等奖和省部级一等奖，取得多项发明专利，获得了很好的社会、经济效益。学科也与柏林工业大学、亚琛工业大学、加州大学等一流大学建立了长期合作关系，完成了多个国际合作科研项目。